# NGC 6241
NGC 6241 is een spiraalvormig sterrenstelsel in het sterrenbeeld Hercules. Het hemelobject werd op 29 april 1788 ontdekt door de Duits-Britse astronoom William Herschel.

## Synoniemen
- MCG 8-31-7
- ZWG 252.5
- IRAS 16486+4530
- PGC 59085